# エミリー・セシル (ソールズベリー侯爵夫人)

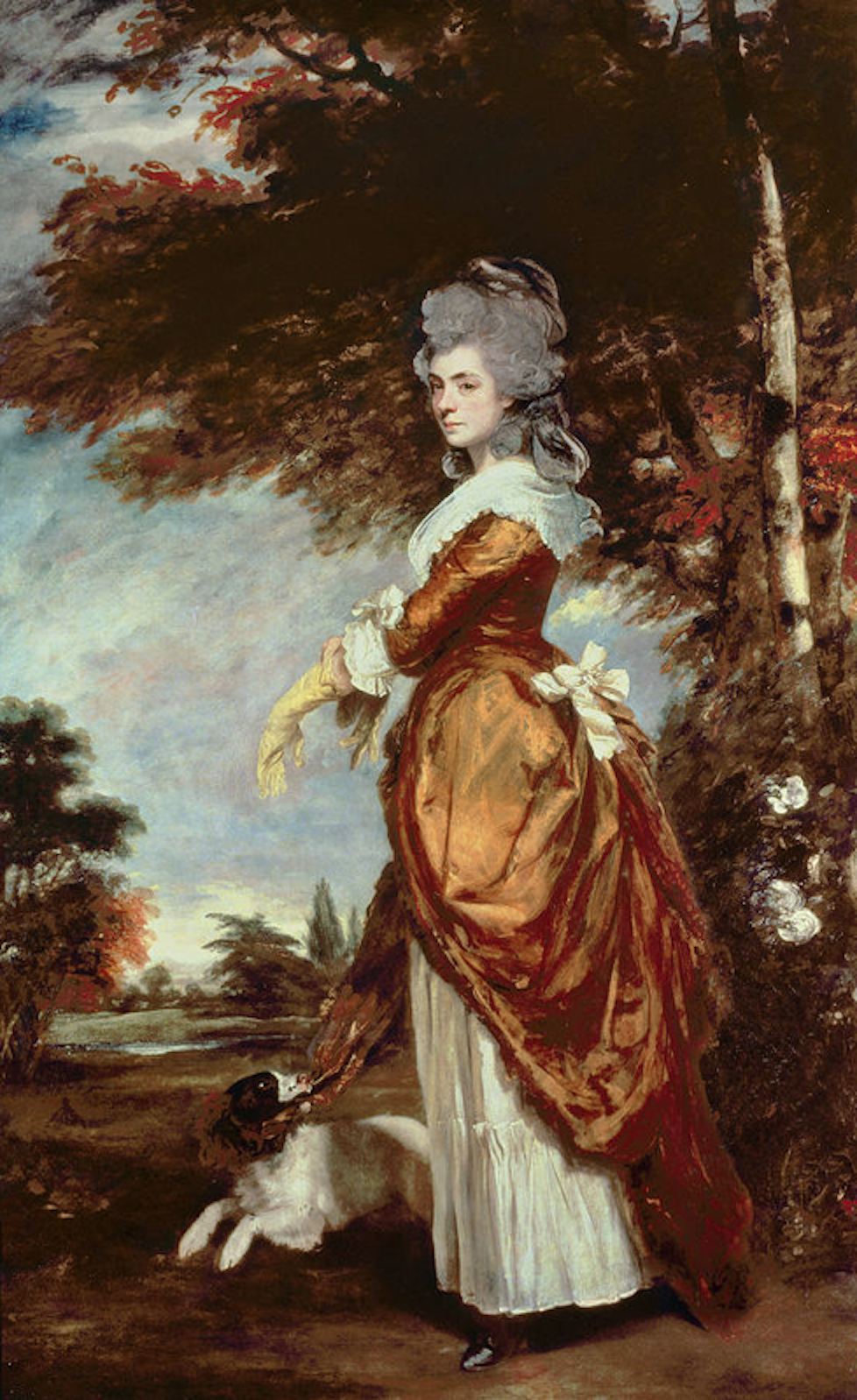
ジョシュア・レノルズによる肖像画、1780年。

ソールズベリー侯爵夫人メアリー・アミーリア・セシル（英語: Mary Amelia Cecil, Marchioness of Salisbury、旧姓ヒル（Hill）、1750年8月16日 – 1835年11月27日）は、イギリスの侯爵夫人。ファーストネームは一般的には「エミリー・メアリー」（Emily Mary）と呼ばれることが多い。ノース内閣の閣僚の娘であり、社交界で縁故を拡げて小ピットを後援し、夫を侯爵に昇叙させたことで知られる。私生活ではスポーツ、特に乗馬と狩猟が好きであり、70代まで続けた。1835年、自宅の火災で死亡した。

## 生涯
第2代ヒルズバラ子爵ウィルズ・ヒル（のちの初代ダウンシャー侯爵）と1人目の妻マーガレッタ（Margaretta、第19代キルデア伯爵ロバート・フィッツジェラルドの娘）の長女として、1750年8月16日にダブリンで生まれた。父は植民地大臣（1768年 – 1772年）、南部担当国務大臣（1779年 – 1782年）を務めた政治家であり、特に南部担当大臣はアメリカ独立戦争期に務めた役職だった。『オックスフォード英国人名事典』はこうした背景から、エミリーが18世紀のイギリス政治を熟知し、社交界を政界での栄達、恩顧関係の確保に利用できたのも驚くべきことではないとした。
1773年12月2日、クランボーン子爵ジェームズ・セシル（のちの第7代ソールズベリー伯爵、初代ソールズベリー侯爵）と結婚、1男3女をもうけた。
- ジョージアナ・シャーロット・オーガスタ（1786年3月20日[5] – 1860年1月18日） - 1816年2月27日、初代カウリー男爵ヘンリー・ウェルズリー（英語版）と結婚、子供あり[6]
- エミリー・アン・ベネット・エリザベス（英語版）（1789年7月13日[5] – 1858年1月21日） - 1812年5月29日、初代ウェストミーズ侯爵ジョージ・ニュージェントと結婚、子供あり[6]
- ジェームズ・ブラウンロー・ウィリアム（1791年4月17日 – 1868年4月12日） - 第2代ソールズベリー侯爵[3]
- キャロライン（1793年8月13日 – 1797年5月23日[5]）

クランボーン子爵も結婚の翌年に庶民院議員に当選して政界入りを果たしており、気転の良さと自信で知られたエミリーは社交界で影響力を発揮して、同じく交際上手だがやや怠惰な夫の地位を高めた。こうして、ソールズベリー伯爵家のハットフィールド・ハウスとロンドンのソールズベリー・ハウスは社交界の中心地となった。第1次小ピット内閣（1783年 – 1801年）期にはエミリーがラトランド公爵夫人メアリー・イザベラ、ゴードン公爵夫人ジェーンと並ぶ与党側の有力ポリティカル・ホステス（political hostess）になった。『オックスフォード英国人名事典』ではエミリーが社交界での活動に専念できた理由を、結婚13年目まで子女をもうけなかったこととしている。
イギリスの首相小ピットはエミリーの貢献を評価して、1783年にエミリーの夫を宮内長官に任命し、1789年に彼を伯爵から侯爵に昇叙させた。1784年イギリス総選挙において、デヴォンシャー公爵夫人ジョージアナ・キャヴェンディッシュがウェストミンスター選挙区でチャールズ・ジェームズ・フォックスを支持して選挙活動をすると、トーリー党内閣は対抗馬としてエミリーをかつぎだした。この総選挙では弟が出馬していたセント・オールバンズ選挙区でも選挙活動を行い、スペンサー伯爵未亡人ジョージアナ・スペンサー（デヴォンシャー公爵夫人の母）が慌ててウェストミンスターで選挙活動をしていた娘のデヴォンシャー公爵夫人とベスバラ伯爵夫人ヘンリエッタ・ポンソンビーを呼び戻した。結局弟は落選したが、ピット派の新聞はエミリーが「尊厳ある優雅な選挙活動をした」と評し、野党側を「暴徒じみた」と評した。
私生活ではスポーツ、特に乗馬と狩猟が好きであり、70代まで続けた。同時代の政治家トマス・クリーヴィーはエミリーがセフトン伯爵夫婦を訪れたときの出来事を記録した。すなわち、エミリーがすでに76歳にもかかわらず、1人でフェートン型馬車を操縦してロンドンから20マイル (32 km)も走ったうえ、セフトン伯爵夫婦のところでは毎晩10時から12時まで馬に乗って10マイル (16 km)走り、邸宅に戻った後もホイスト（トランプゲームの一種）をして1時半ごろにようやく就寝した。78歳のとき、目と体が弱くなって体を馬の鞍に縛り付けないと乗馬できなくなったことで自身が弓を射る狩猟はできなくなったが、そのときでもハーリア犬を使った狩猟であればできると考えた。
1835年11月27日、ハットフィールド・ハウスで火事により西棟が焼け落ちるという事件が起こり、エミリーはこの火事で死亡した。12月10日、ハットフィールドで埋葬された。イギリスの歴史学者マイケル・ベントリーは2001年の著書でエミリーの死がその孫ロバート（のちの第3代ソールズベリー侯爵、イギリス首相）の遭遇する身内の不幸のうち、最初のものとなったと評した。